# 马拉尔第山
马拉尔第山(Mons Maraldi)是月球上一座高1.3公里的山丘，月面坐标为北纬20.3°、东经35.3°，占地面积约直径15公里，其名称取自附近的"马拉尔第陨石坑。马拉尔第山坐落于爱湾西北侧，与西南方的马拉尔第陨石坑相距30公里，往西100公里是维特鲁威山及阿波罗17号登月点，往北约50公里是直径12公里的弗兰克陨石坑。「马拉尔第」一名取自18世纪意大利天文学家"乔瓦尼·多梅尼科·马拉尔第"(Giovanni Domenico Maraldi)和法国天文学家"雅克·菲利普·马拉尔第"(Jacques Philippe Maraldi)，1976年被国际天文联合会正式批准采纳。